# El Algarrobo (Huancabamba)
El Algarrobo es una localidad peruana ubicada en el distrito de Huarmaca, perteneciente a la provincia de Huancabamba del departamento de Piura, al norte del Perú. 

## Ubicación
El Algarrobo se ubica al oeste de la provincia de Huancabamba, en el distrito de Huarmaca, en el departamento de Piura.

## Demografía
En 2017 El Algarrobo tenía una población de 38 habitantes.
| Gráfica de evolución demográfica de El Algarrobo entre 1993 y 2017 |
|                                                                    |
| Fuentes: Población 1993 y 2017                                     |